# Glen Buxton
Glen Buxton (Akron, 10 novembre 1947 – Clarion, 19 ottobre 1997) è stato un chitarrista statunitense.
È probabilmente più famoso per la sua collaborazione con Alice Cooper.
È stato inserito al 90º posto nella lista dei 100 migliori chitarristi secondo Rolling Stone.

## Discografia (parziale)

### Con Alice Cooper

#### Album studio
- 1969 - Pretties for You
- 1970 - Easy Action
- 1971 - Love It to Death
- 1971 - Killer
- 1972 - School's Out
- 1973 - Billion Dollar Babies
- 1973 - Muscle of Love